# 36 nejkrásnějších balad
36 nejkrásnějších balad je výběrové album studiových nahrávek Jakuba Smolíka, které vyšlo v roce 2006 jako CD.

## Seznam skladeb

### CD1
1. "Tobě"
2. "Dětský oči"
3. "Koženej klobouk"
4. "Až se ti jednou bude zdát"
5. "Tichá noc 1864"
6. "O nespočetné kráse těla"
7. "Ave Maria"
8. "Srdce na dlani"
9. "Žokejská balada"
10. "Víš"
11. "Vše je pryč"
12. "Tátův sen"
13. "Sen kovbojů"
14. "Jen blázen žárlí"
15. "Živá láska"
16. "Návrat domů"
17. "Má Jenny"
18. "Madony"

### CD2
1. "Popelky"
2. "Starý chlapi ty to znaj"
3. "Zachrante milenky"
4. "Odpouštěj"
5. "Z dlaně mi hádej"
6. "Sám v dešti"
7. "Maminka"
8. "Hvězdička"
9. "Zahrada ticha"
10. "Posel dobrejch zpráv"
11. "Vzpomínka"
12. "Jsi zklamaná"
13. "Návrat"
14. "Neodcházej"
15. "Stýskání"
16. "Nezavolám"
17. "Cesty"
18. "Lásko"